# Авиационный лизинг
Авиационный лизинг — разновидность лизинга, предметом которого являются воздушные суда, а также сопутствующая им инфраструктура и оборудование. Используется для приобретения и эксплуатации воздушных судов. Сочетает схемы морского лизинга и проектного финансирования.

## Частные самолёты
Лизинг на закупку частного самолёта похож на ипотеку или автокредит. Основная сделка для небольшого личного или корпоративного самолёта может осуществляться следующим образом:
1. Заёмщик предоставляет основную информацию о себе и ожидаемом самолёте кредитору.
2. Кредитор оценивает стоимость самолёта.
3. Кредитор выполняет поиск собственности[англ.] по регистрационному номеру самолёта, чтобы удостовериться, что приобретаемое имущество не обременено залогом, и узнать о наличии проблем в праве собственности. Во многих случаях полис титульного страхования защищает от каких-либо не обнаруженных дефектов в праве собственности.
4. Затем кредитор готовит документацию для сделки:
  - Договор обеспечения[англ.][примечание 1], который укрепляет обеспечительный интерес[англ.][примечание 2] кредитора в самолёте так, что кредитор может вступить во владение им в случае неуплаты по кредиту.
  - Вексель, который делает заёмщика ответственным за любой непогашенный остаток по кредиту, не охваченный обращением взыскания на самолёт.
  - Если заёмщик считается менее кредитоспособным, оформляется поручительство от третьего лица (или из нескольких третьих лиц).
5. При заключении сделки[англ.] оформляется кредитная документация, передаются денежные средства и право собственности.

## Коммерческие самолёты
Лизинг используется по причине высокой цены самолётов. Например, Boeing 737 Next Generation, используемый такими авиакомпаниями, как Southwest Airlines и Ryanair, в 2008 году оценивался в 58,5—69,5 млн долларов США (хотя очень немногие авиакомпании на самом деле платят такую сумму). Авиакомпании к тому же, как правило, имеют низкую прибыль, поэтому только немногие из них могут позволить себе оплачивать свой парк самолётов собственными средствами.
Коммерческие самолёты (которые эксплуатируют авиакомпании) приобретаются путём более сложных способов аренды и финансирования (путём получения новых займов или с привлечением заёмного капитала). Три наиболее распространённых схемы финансирования коммерческих самолётов — заём под обеспечение, операционный лизинг и финансовый лизинг. Тем не менее, есть и другие способы оплатить самолёты:
1. Наличные[уточнить].
2. Операционный лизинг и продажа / обратная аренда.
3. Банковский кредит / финансовая аренда.
4. Кредит по экспорту[примечание 3] гарантированной ссуды.
5. Налоговый лизинг.
6. Поддержка производителя.
7. EETCs[англ.] (англ. enhanced equipment trust certificate) — доверительный (трастовый) сертификат на оборудование[примечание 4].

Эти схемы, в первую очередь, по налоговому и бухгалтерскому учётам, в частности по амортизации налоговых вычетов, процентов и эксплуатационных расходов, которые могут уменьшить налоговые обязательства для оператора, арендодателя и финансиста.

## Прямое кредитование
Так же, как и для частных самолётов, авиакомпания может просто взять обеспеченный или необеспеченный кредит для покупки коммерческих самолётов. В таких крупных сделках банковский консорциум может коллективно обеспечить кредит для заёмщика.
В связи с тем, что стоимость коммерческих самолётов может составлять сотни миллионов долларов, большинство прямых кредитований покупок воздушных судов сопровождается обеспечительным интересом в авиации, предусматривающей возвращение самолёта в случае неуплаты. Получить доступное частное необеспеченное финансирование на покупку самолёта сложно, если заёмщик не считается особенно кредитоспособным (например, официальный перевозчик с большим собственным капиталом и устойчивым денежным оборотом). Тем не менее, некоторые правительства финансируют экспорт самолётов отечественного производства в рамках англ. Large Aircraft Sector Understanding (LASU). Это межштатное соглашение, предусматривающее финансирование авиационных закупок от 120 до 175 пунктов выше прайм-рейта на срок от 10 до 12 лет, а также возможность зафиксировать процентную ставку вплоть до трёх месяцев, предшествующих получению кредита. Эти способы часто менее привлекательны для крупных операторов, которые могут приобрести самолёт с меньшими затратами посредством других методов финансирования.
Непосредственно владея своими самолётами, авиакомпании могут вычитать амортизационную стоимость для налогообложения или распределить амортизационные для повышения чистой прибыли. Например, в 1992 году Lufthansa установила в бухгалтерском учёте снижение стоимости самолётов в течение 12 лет, а не 10 (как ранее); в результате снизились амортизационные расходы, что вызвало, по отчётам компании, рост прибыли на 392 млн DM. JAL сделали аналогичное регулирование в 1993 году, в результате чего прибыль компании выросла на 29,6 млн иен.
С другой стороны, до появления коммерческого лизинга воздушных судов в 1980-х годах компании, имеющие самолёты в частной собственности, были очень уязвимы для колебаний рынка из-за необходимости брать на себя высокие кредиты на приобретение нового оборудования; аренда предлагает дополнительную гибкость в этой области и делает авиакомпании менее восприимчивыми к стоимости и колебанию прибыли, хотя некоторая восприимчивость до сих пор ощущается.

## Операционный лизинг
Лизинговые компании, производители и авиакомпании применяют несколько различных схем поставки авиационной техники в лизинг. Основными из них являются две: лизинг операционный и финансовый.
Коммерческая авиация часто арендуется через компании Commercial aircraft sales and leasing (CASL), две самые крупные из которых International Lease Finance Corporation (ILFC) и GE Capital Aviation Services (GECAS).
Операционный лизинг, как правило, краткосрочный (продолжительностью менее 10 лет), что делает его привлекательным, когда самолёт необходим для запуска проекта (предприятия) или для пробного расширения официального перевозчика. Короткий срок операционного лизинга также защищает самолёты от износа, а это важный фактор во многих странах из-за часто меняющихся законов относительно шума и экологии. В некоторых странах, где авиакомпании могут быть признаны менее кредитоспособными (например, страны бывшего Советского Союза), операционный лизинг может быть единственным способом приобретения самолёта для авиакомпании. Кроме того, он обеспечивает авиакомпании гибкость так, что она может управлять размером флота и его составом, насколько это возможно, расширять и сокращать в соответствии со спросом.
При операционном лизинге авиационная техника амортизируется за время аренды не полностью и по истечении его срока может быть вновь сдана в аренду или возвращена арендодателю. С другой стороны, остаточная стоимость самолёта в конце срока аренды является важным фактором для владельца. Собственник может потребовать, чтобы возвращённый самолёт прошёл техническое обслуживание оборудования по состоянию (например, C-check), как оно было предоставлено с тем, чтобы ускорить передачу следующему оператору. Также как условия лизинга в других сферах, в авиационном лизинге часто требуется гарантийный (залоговый) депозит.
В России срок поставки самолётов в операционный лизинг составляет, как правило, не более семи, иногда десяти лет. Базовые финансовые условия операционного лизинга предусматривают ежемесячную оплату заказчиком лизинговых платежей, размер которых устанавливается в зависимости от срока лизинга. После завершения срока лизинга воздушное судно возвращается лизингодателю.

### Виды операционного лизинга

#### Мокрый лизинг

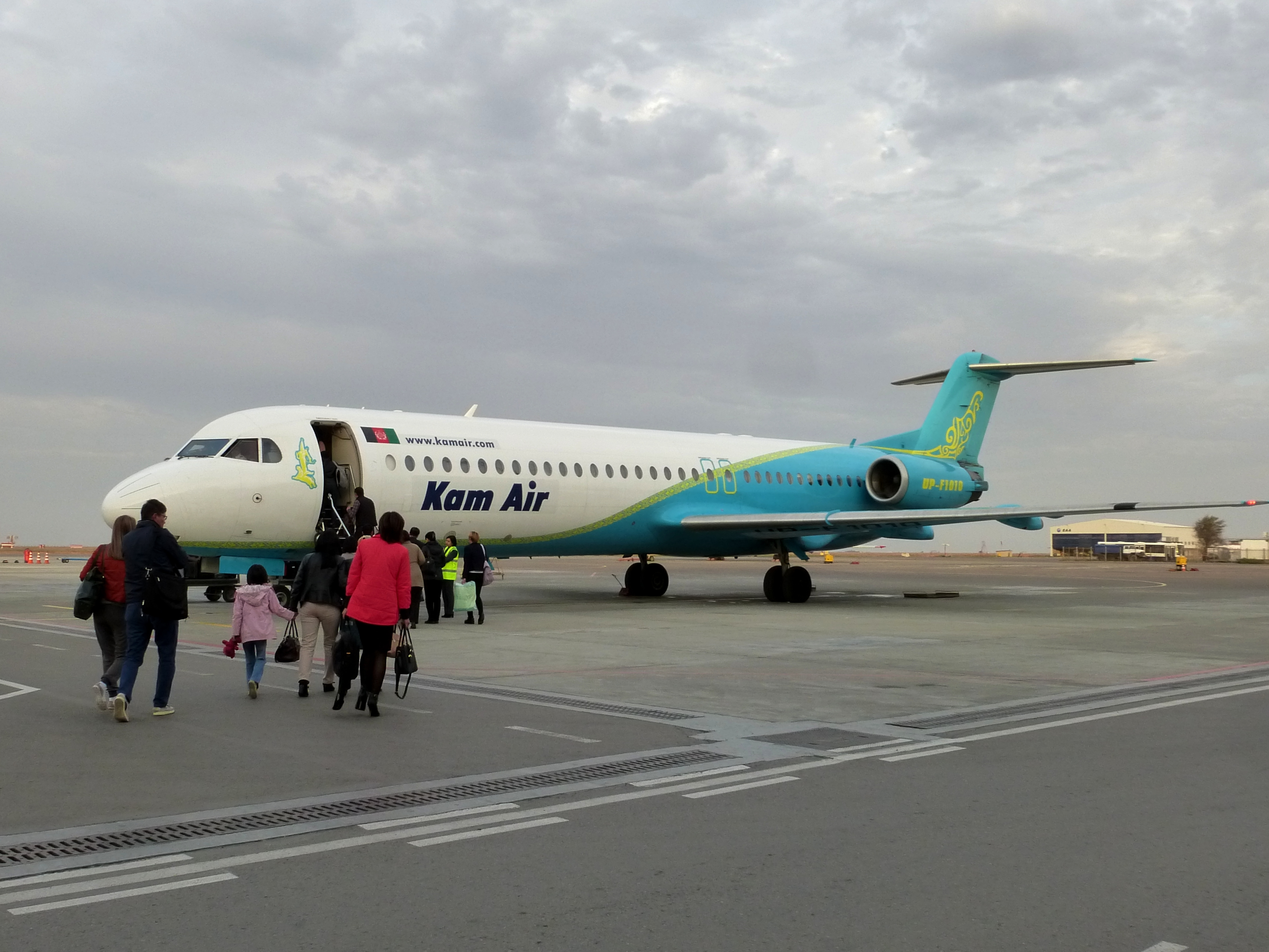
Fokker F100 казахстанской компании Bek Air, предоставленный по «мокрому лизингу» афганской компании Kam Air. На фюзеляже нанесены как фирменная окраска и логотип Bek Air, так и флаг Афганистана и логотип Kam Air. Международный аэропорт г. Атырау

Существует особенный тип операционного лизинга — мокрый лизинг (англ. wet lease), когда воздушное судно сдаётся в аренду вместе с экипажем. То есть когда одна авиакомпания (лизингодатель) предоставляет в аренду самолёт, полный экипаж самолёта, техническое обслуживание и страхование (ACMI) другой авиакомпании или другому виду бизнеса, действующего в качестве посредник авиаперелётов (лизингополучатель), который оплачивает управление по часам. Арендатор обеспечивает подачу топлива, в платежи также входят сборы аэропортов, любые другие пошлины, налоги и т. д. Используется номер рейса арендатора. Мокрый лизинг обычно длится 1—24 месяца; более короткий срок аренды будет рассматриваться как краткосрочный чартерный полёт по заказу клиента. Мокрый лизинг, как правило, используется во время пика сезонов перевозок, при ежегодных массовых проверках технического состояния или при начале новых маршрутов. Самолётам, полученным посредством мокрого лизинга, можно оказывать услуги авиаперевозок в тех странах, где лизингополучателю запрещено работать. Он также может рассматриваться как форма чартера, согласно которому лизингодатель предоставляет минимальные эксплуатационные услуги, в том числе ACMI, а лизингополучатель принимает меры к уравновешиванию полученных услуг к номерам рейсов. Во всех других формах чартера лизингодатель предоставляет и номера рейсов. В разных вариантах мокрого лизинга может включаться код-шеринг с резервированием посадочных мест.
Мокрый лизинг иногда используется по политическим причинам. Например компания EgyptAir — египетское казённое предприятие, не может летать в Израиль под своим именем из-за государственной политики Египта. Таким образом, египетские рейсы из Каира в Тель-Авив находятся в ведении компании Air Sinai (авиакомпания), являющейся лизингополучателем путём мокрого лизинга компании EgyptAir для обхода этой политической проблемы.
В Великобритании мокрый лизинг — это эксплуатация воздушного судна по сертификату эксплуатанта (АОС) лизингодателя.

#### Влажный лизинг
Соглашение, при котором лизингодатель предоставляет самолёт, экипаж и обслуживание полёта, но лизингополучатель обеспечивает бортпроводников, иногда упоминается как «влажный лизинг» (англ. moist lease). Данная форма используется в основном в Великобритании. Также иногда называют «сырой лизинг» (англ. damp lease).

#### Сухой лизинг
Сухой лизинг — это соглашение о лизинге, где лизинговая компания (лизингодатель), такая как GECAS или AerCap, предоставляет самолёт без страховки, экипажа, наземного персонала, вспомогательного оборудования, технического обслуживания и т. д. Сухой лизинг, как правило, используется лизинговыми компаниями и банками, предъявляя требования лизингополучателю поставить самолёты на сертификат эксплуатанта и обеспечить регистрацию самолёта. Обычно сухой лизинг длится свыше двух лет и несёт определённые условия по отношению к амортизации, обслуживанию, страховке и т. д., зависящие от географического расположения, политических обстоятельств и т. д. Соглашение о сухом лизинге может быть заключено между крупной авиакомпанией и региональной авиакомпанией, в котором региональный оператор предоставляет лётным экипажам техническое обслуживание и другие аспекты для эксплуатации воздушного судна, которое затем может быть использовано крупной авиакомпанией или какой-либо аналогичной. FedEx Express использует соглашения такого типа для своих операций по поставкам через такие компании, как Empire Airlines, Mountain Air Cargo, Swiftair и другие, чтобы использовать свой единственный двухмоторный турбовинтовой «поставочный» самолёт. DHL имеет совместное предприятие в Соединенных Штатах с Polar Air Cargo, дочерней компании Atlas Air, для управления внутренними поставками.
В Великобритании сухой лизинг — это эксплуатация воздушного судна по сертификату эксплуатанта (АОС) лизингополучателя.

## Финансовый лизинг
Финансовый лизинг, известный также как «капитальный лизинг», является долгосрочным соглашением, в котором оператор приближается к эффективному «владению» самолётом. Он является более сложной сделкой в которой лизингодатель, обычно компания специального назначения (SPV) или товарищество, покупает самолёт через сочетание залога и финансирования путём выпуска новых акций, а затем сдаёт его в аренду оператору. Оператор может иметь опцион на приобретение самолётов по истечении срока аренды, или автоматически получить самолёт по истечении срока аренды.
По американским и британским правилам бухгалтерского учёта финансовый лизинг, как правило, определяется как тот, в котором арендодатель получает практически все права собственности, или в котором приведённая стоимость минимальных арендных платежей в течение всего срока аренды превышает 90 % от рыночной стоимости самолёта. Если лизинг устанавливается как финансовый лизинг, то он должен учитываться в качестве актива компании, в отличие от операционного лизинга, который влияет только на движение денежных средств компании.
Финансовый лизинг привлекателен для лизингополучателя, так как он может заявлять об амортизационных отчислениях в течение эксплуатационного срока службы самолёта, которые компенсируют налогообложение прибыли от аренды, и сбавляют проценты, выплачиваемые тем кредиторам, которые финансировали покупку. Это делает самолёт общедоступной формой налоговой защиты для инвесторов, а также финансовый лизинг более дешёвая альтернатива операционного лизинга или кредита под залог.
Существуют различные формы финансового лизинга:
- Доверительный трастовый сертификат (ETC)[англ.]: наиболее часто используется в Северной Америке. Кредитный инвестор покупает самолёт, а затем сдаёт его в лизинг оператору, при условии, что авиакомпания получит право собственности после полного исполнения договора лизинга. ETC размывает грань между лизингом и кредитованием под обеспечением[примечание 8], и в своих последних формах начали напоминать секьюритизационные договоренности.
- Продлеваемый операционный лизинг (EOL). Хотя и напоминает финансовый лизинг, лизингополучатель обычно имеет возможность расторгнуть договор лизинга на определённых этапах (например, раз в три года); таким образом, лизинг можно также представить в качестве операционного лизинга. EOL квалифицируется как операционный лизинг, зависящий от времени прекращения прав и правил бухгалтерского учёта, применяемых в компании[15].
- Американский кредитный лизинг: используется иностранными авиакомпаниями импортерами самолётов из Соединённых Штатов. В лизинге US, Корпорации внешней торговли (FSC)[англ.] которые покупают и арендуют самолёты, освобождаются от налогообложения при условии, что по меньшей мере 50 % этих самолётов произведены в США, и по меньшей мере 50 % от их длительности полётов (миль) за пределами США. Из-за обширной документации, необходимой для этого лизинга, он используется только для очень дорогих самолётов эксплуатируемых полностью за пределами США, такие как Boeing 747, закупленных для внутренних рейсов в Японии[16].
- Японский кредитный лизинг: требует создания компании специального назначения (SPV) с целью приобретения самолёта, и по крайней мере 20 % акций компании должны принадлежать японским гражданам. Широкофюзеляжные самолётов передаются в лизинг на 12 лет, в то время как узкофюзеляжные самолёты на 10 лет. По данному виду лизинга авиакомпания получает налоговые вычеты в своей стране, и японские инвесторы освобождаются от налогообложения на их инвестиции. Японский кредитный лизинг предложен в начале 1990-х годов в виде реэкспорта валюты образующей торговый баланс Японии[17].
- Гонконгский кредитный лизинг: в Гонконге, где налог на прибыль ниже по сравнению с другими странами, кредитный лизинг местным операторам является распространённым явлением. В таких сделках, в местном масштабе зарегистрированный как корпорация лизингодатель приобретает самолёты с помощью комбинации без права регресса долга, регресса долга и собственных средств (как правило, в пропорции 49:16:35), и, таким образом, имеет возможность претендовать на амортизационные отчисления, несмотря на несение ответственности только за половину стоимости. Высокий размер недополученных налогов ввиду данного вида лизинга могут быть зачтены вопреки прибыли от лизинга самолёта местному перевозчику. В связи с местным налоговым законодательством эти инвестиции устанавливаются как в товариществе с неограниченной ответственностью, где ответственность инвесторов ограничивается главным образом размером страховой премии и по контракту с оператором[18].

Финансовый лизинг представляет собой операцию по специальному приобретению самолёта у производителя в собственность лизинговой компании с последующей сдачей его авиакомпании во временное владение и пользование на срок, приближающийся по продолжительности к сроку эксплуатации и амортизации всей его стоимости. В России самолёты поставляются авиакомпаниям в финансовый лизинг, как правило, на срок в 15 лет. По окончании срока лизинга права собственности на воздушное судно переходят авиакомпании-заказчику. Базовые финансовые условия предусматривают начальный аванс в размере до 10 % стоимости воздушного судна и последующие ежемесячные лизинговые платежи в размере, соответствующем международной практике, применяемой для финансирования подобных программ. Дополнительно авиакомпания оплачивает расходы по техническому обслуживанию воздушного судна и его страхованию. При этом в течение срока финансового лизинга авиакомпания имеет право выкупа воздушного судна по согласованной стоимости.

## Корпоративный трастовый лизинг
Банк Юты и Wells Fargo держат очень много самолётов «в трасте», чтобы защитить приватность истинных «хозяев» самолётов и «обеспечить Америку учётом воздушных судов для неамериканских гражданских корпораций и физических лиц».

## Главные игроки на рынке
| Место | Комания                        | Количество судов | Судов предзаказано | Капитализация ($млр.) | Место в 2012 году | Судов в 2015 | Турбовинтовых | Региональных | Узкофизюляжных | Широкофизюляжных |
| ----- | ------------------------------ | ---------------- | ------------------ | --------------------- | ----------------- | ------------ | ------------- | ------------ | -------------- | ---------------- |
| 1     | AerCap                         | 1,153            | 339                | 33,994                | 9                 | 1,279        | -             | 4            | 970            | 305              |
| 2     | GECAS                          | 931              | 304                | 22,358                | 1                 | 1,608        | 31            | 374          | 1,035          | 168              |
| 3     | Air Lease Corporation          | 271              | 357                | 13,120                | 9                 | 251          | 18            | 27           | 162            | 44               |
| 4     | SMBC Aviation Capital (ex RBS) | 445              | 200                | 13,796                | 6                 | 393          | -             | 7            | 378            | 8                |
| 5     | BOC Aviation                   | 285              | 176                | 12,653                | 10                | 256          | -             | 16           | 204            | 36               |
| 6     | Avolon                         | 546              | 257                | 19,167                | 17                | 166          | -             | 6            | 140            | 20               |
| 7     | BBAM (incl NBB & FLY Leasing)  | 390              |                    | 15,284                | 3                 | 413          | -             | 2            | 357            | 54               |
| 8     | Aviation Capital Group         | 250              | 132                | 5,397                 | 4                 | 273          | -             | -            | 264            | 9                |
| 9     | ICBC Leasing Co                | 277              | 45                 | 12,488                | 16                | 173          | -             | 13           | 131            | 29               |
| 10    | AWAS                           | 231              | 15                 | 5,844                 | 7                 | 295          | -             | -            | 242            | 53               |
| 11    | Macquarie AirFinance           | 202              | 40                 | 4,726                 | 13                | 176          | -             | 4            | 160            | 12               |
| 12    | CDB Aviation Lease Finance     | 151              | 49                 | 5,569                 | 26                | 120          | -             | 20           | 68             | 32               |
| 13    | Aircastle                      | 192              |                    | 4,938                 | 14                | 141          | -             | 5            | 77             | 59               |
| 14    | ALAFCO                         | 60               | 124                | 2,750                 | 12                | 49           | -             | -            | 46             | 3                |
| 15    | Boeing Capital                 | 174              |                    | 1,369                 | 11                |              |               |              |                |                  |
| 16    | China Aircraft Leasing         | 90               | 138                | 4,278                 | 63                | 47           | -             | -            | 43             | 4                |
| 17    | Orix Aviation                  | 167              |                    | 3,991                 | 15                | 148          | -             | 2            | 132            | 14               |
| 18    | Standard Chartered Aviation    | 120              | 10                 | 4,077                 | 18                |              |               |              |                |                  |
| 19    | Jackson Square Aviation        | 117              |                    | 4,681                 | 25                | 110          | -             | -            | 97             | 13               |
| 20    | BoCom Leasing                  | 114              |                    | 4,328                 | 81                | 49           | -             | -            | 38             | 11               |

## Комментарии
1. ↑  Соглашение, в котором заёмщик указывает активы, передаваемые кредитору в качестве обеспечения кредита, и предоставляет кредитору право реализовать данные активы в случае невозврата кредита; обычно заключается в виде дополнительного соглашения к кредитному договору.
2. ↑  Вид имущественного интереса, который обеспечивает возможность продажи имущества при неисполнении обязательств в целях удовлетворения обязательства, обеспеченного этим интересом.
3. ↑  Кредиты, предоставляемые иностранным покупателям или их банкам для финансирования продаж товаров и услуг.
4. ↑  Долговая ценная бумага, выпускаемая для оплаты нового оборудования и обеспеченная этим оборудованием; до полного погашения долга право собственности на оборудование остаётся у доверенного лица, обычно банка; часто используется транспортными компаниями.
5. ↑  Временное соглашение между группой банков в целях использования временно свободных средств для кредитования.
6. ↑  Форма лизинга, при которой лизингополучателю кроме собственно арендуемого имущества предоставляется необходимое для работы сырьё, предлагается персонал для выполнения необходимых работ, оказываются услуги по эксплуатации арендуемого имущества и т. п.; термин применяется в основном при лизинге воздушных и морских судов.
7. ↑  Форма лизинга, при которой лизингополучателю предоставляется только собственно арендуемое имущество; лизингодатель не обеспечивает поставки необходимого сырья и подбор персонала и не осуществляет техническое обслуживание арендованного имущества; термин применяется в основном при аренде воздушных и морских судов.
8. ↑  Любая форма кредитования, при которой возврат кредита гарантируется какой-либо собственностью заёмщика.